# Török Szilveszter
Török Szilveszter (Budapest, 1931. április 22. – 2018. február 12.) természetgyógyász, életmód-tanácsadó, fitoterapeuta, reflexológus,  nyugalmazott egyetemi tanár. A Magyar Természetgyógyászok és Életreformerek Tudományos Egyesületének elnöke. Az Életerő című havi folyóirat főszerkesztője, ezenkívül távol-keleti mozgás- és masszázstechnikákkal, energiaszint-felméréssel foglalkozott.

## Életrajza
1954-ben szerzett kitüntetéssel vegyészmérnöki diplomát a BME Vegyészmérnöki Karán. Ezután aspirantúrára jelentkezett és 1958-ban sikeresen megvédte kandidátusi disszertációját.
1961-től 1978-ig a Konzervipari Kutató Intézetben dolgozott.
1968-tól a Kertészeti és Élelmiszeripari Egyetem címzetes egyetemi tanára, 1982-től megnyert pályázat útján 1991-ig rendes tanára, tanszékvezető tanára és egyben tudományos rektorhelyettese volt. Munkaterülete az új élelmiszeripari technológiák, új kémiai vizsgálati módszerek, élettanilag új táplálékok és a táplálkozás-élettan kutatása volt.
Természetgyógyászati érdeklődése és önképzése régi keletű, az ötvenes évek elején Péchy Lászlótól tanult, 1954-től szovjet szakemberektől és tudósoktól, 1958-tól pedig Balogh Barna, Weninger Antal, Charon Viktor, Szepes Mária és más ismert ezoterikusok előadásait hallgatta és könyveiket, cikkeiket tanulmányozta. 1971-ben megismerkedett a reflexológiával, 1978-tól pedig a Szovjetunió, Japán, Kína legismertebb szakembereivel került személyes kapcsolatba, tanfolyamaikat látogatta, illetve végezte el.
1982-től Oláh Andor orvos-természetgyógyász felkérésére rendszeresen tartott előadásokat, tanfolyamokat és gyógyító munkát is végzett.
1984-ben Oláh Andorral létrehozta a Magyar Természetgyógyászok és Életreformerek Tudományos Egyesületét (1994-től elnöke) és a Magyar Természetgyógyászatért Alapítványt.
1993-ban együtt alapították meg az Életerő folyóiratot, amelynek főszerkesztője lett.
1991-től részt vett a természetgyógyászat jogi szabályozásának előkészítő munkáiban, és a miniszter mellett működő Természetgyógyászati Szakmai Kollégium tevékenységében. A természetgyógyászattal kapcsolatos rendeletek megjelenése után az életmód-tanácsadó és terapeuta szakon honoris causa képesítést kapott, reflexológus, alternatív mozgás- és masszázsterapeuta, fitoterapeuta és bioenergetikus képesítést szerzett. Az Egészségügyi Szakképző és Továbbképző Intézetben folyó természetgyógyászati előkészítő és vizsgáztatási feladatokban aktívan részt vett.
1980 óta iskolákban, óvodákban, rádióban, televízióban szakmai előadásokat és pedagógus-továbbképző tanfolyamokat tartott.

## Természetgyógyászati szakirodalmi tevékenysége (1985-től)
- Méregtelenítés (cikksorozat), Életerő 1993. október – 1994. november
- A szervezet méregtelenítés komplex rendszere. Jegyzet (saját kiadás), 1999
- Tamasi József (szerk.): Természetgyógyászati alapismeretek. Jegyzet (3 fejezet tőle). Népjóléti Képzési Központ Salgótarján, 1998
- Hegyi Gabriella (szerk.): Természetes gyógymódok, komplementer medicina (tőle az Életmód-tanácsadás életmód-terápia c. fejezet). K. u. K. Kiadó, Budapest 1998
- Általános és természetgyógyászati táplálkozástani ismeretek. Jegyzet (saját kiadás), 1999
- A természetes egészségtan elvei (cikksorozat). Életerő, 1997. október – 1999. január
- A csillagok hatása egészségünkre (cikksorozat). Életerő 1996. október – 1997. szeptember
- Orvosi kéz- és körömdiagnosztika (tanfolyami segédanyag)
- A kapilláris rendszer terápiái (25 cikkből álló sorozat)
- Jakab István (szerk.): A teremtés titkai (tőle A tudomány hitrendszere c. fejezet). Víztérítő Kiadó, 2002
- Jakab István (szerk.): Lúgosítás a kortalanság útja I-II.  (tőle Megszentelt egészség fejezet, II. kötet 5-72. p.) Víztérítő Kiadó, 2008.
- Török Szilveszter: Természetgyógyászati módszerek II. (tőle Bioritmológia – Kozmoritmológia fejezet: 1-32. p.) RAABE Kiadó, 2009
- Allergia pajzs, avagy az immunrendszer bástyái. Akvapol Kft., 2005
- Dr. Aloe a természet erejével gyógyít